# Meule de foin près de Giverny
Meule de foin près de Giverny est un tableau de Claude Monet réalisé entre 1884 et 1889. Cette œuvre fait partie de celles préfigurant la Série des Meules proprement dite.

## Contexte
Monet emménage en 1883 à Giverny dans un cadre qui deviendra progressivement une source d’inspiration majeure. Durant les premières années, il représente beaucoup les environs, parfois très proches. Pour réaliser le tableau, il s’installe au lieu-dit La Prairie, une zone herbeuse, située au sud du village, bordée par un des bras de l’Epte. La date de sa réalisation n’est pas fixée de manière certaine car il est entré en possession de Jean-Baptiste Faure à une date inconnue. En 2022, son propriétaire la situe entre 1884 et 1889.
Les meules représentées sont constituées de foin à la différence de celles de la Série des Meules  qui sont issues de champs de blé. Mais le tableau est considéré comme un des prémices de cette série que réalisera Monet durant la décennie suivante.  

## Sujet
La toile représente au premier plan une meule de foin dans l’ombre. Au deuxième plan, l'éclairage d'une deuxième meule indique que les rayons du soleil proviennent de la gauche, ce qui, compte tenu du deuxième titre de l’œuvre (Meules, effet du soir), induit que Monet s’est placé pour avoir une vue vers le nord. Les hauteurs au-dessus de Giverny sont représentées en arrière-plan.

## Devenir de l'œuvre
L’œuvre fait partie en 1906 de l’exposition « Dix-sept tableaux de Cl.Monet de la collection Faure » organisée à Paris par Durand-Ruel, puis de « Manet-Monet, collection Faure » organisée par Paul Cassirer à Berlin, Stuttgart et Munich avant d’entrer en possession de Durand-Ruel. Ivan Morozov l’acquiert à son tour en 1907.  Comme l'ensemble de la collection Morozov, elle devient, lors du décret de nationalisation de 1918, la propriété de l’État soviétique qui l’attribue au musée Pouchkine en 1948.
En 2021, elle est intégrée à l’Exposition « La Collection Morozov - Icônes de l’Art Moderne » qui se tient à Paris jusqu’en 2022.